# Württemberg (Berg)

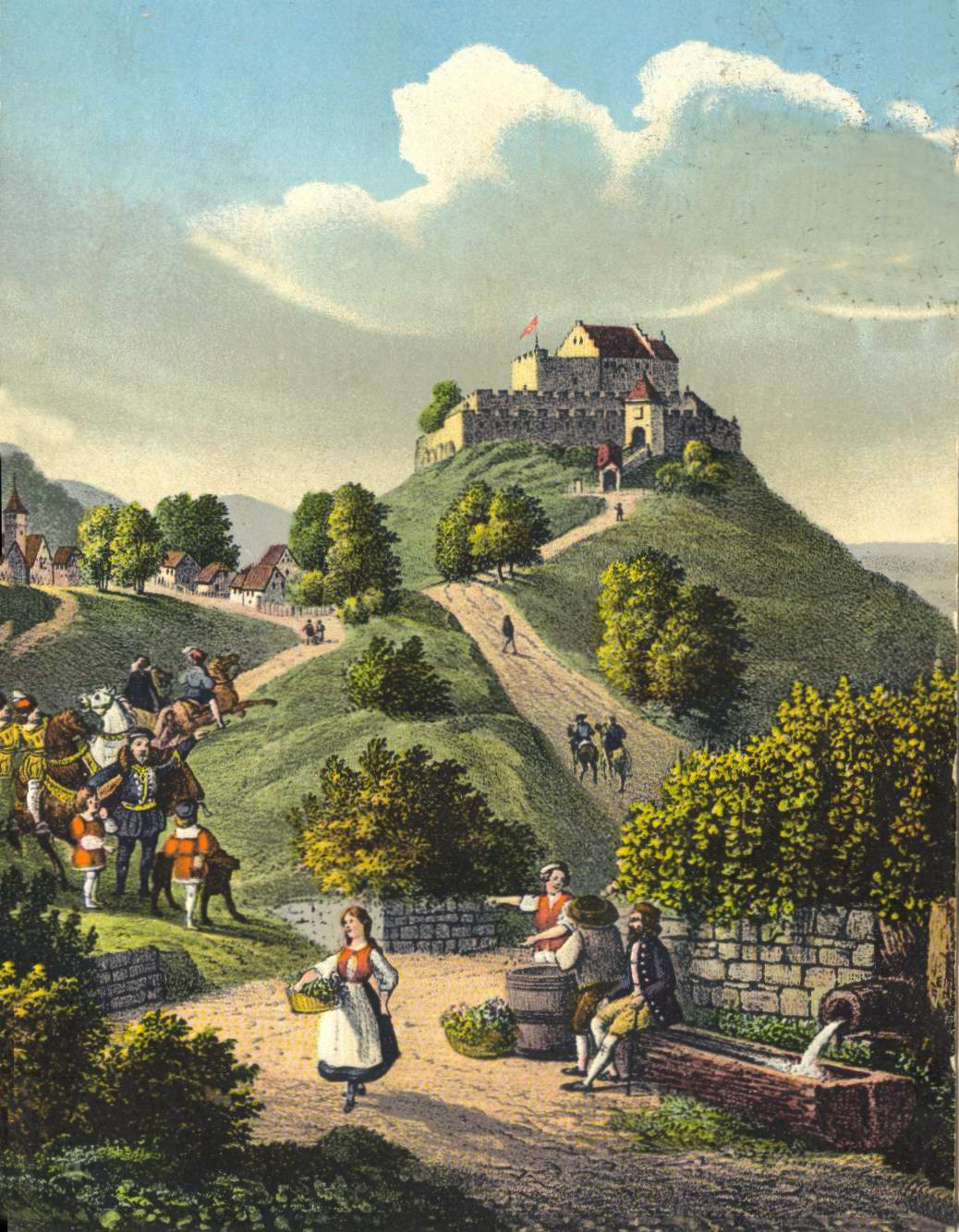
Burg Wirtemberg (um 1600)

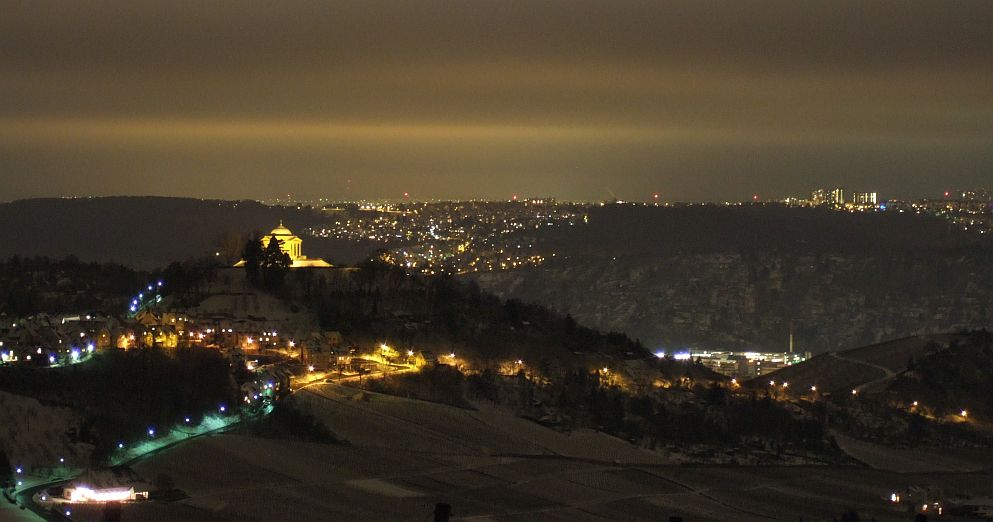
Blick vom Kappelberg zum Württemberg

Der Württemberg, vor seiner Umbenennung durch König Wilhelm II. im Jahr 1907 und im Volksmund bis heute Rotenberg genannt, ist ein 411 m ü. NHN hoher Berg der Westabdachung des Schurwaldes. Er liegt im Stadtgebiet von Stuttgart in Baden-Württemberg, Deutschland. Bis 1819 stand hier die Burg Wirtemberg, Stammsitz und Namensgeberin des Hauses Württemberg, die 1824 durch ein Mausoleum ersetzt wurde. 

## Name
Der Name des Bergs und der einst dort befindlichen Burg stammt eventuell von dem in Luxemburg, der möglichen Heimat des Geschlechts der Württemberger, gelegenen Wirdeberg. Nach anderer Ansicht hat er einen lokalen, römisch-keltischen Ursprung (Wirodunum).

## Geographie

### Lage
Der Württemberg erhebt sich im Übergangsbereich des Schurwaldes zum Ostteil des Stuttgarter Talkessels, östlich des Neckartals und im zum Stadtbezirk Untertürkheim gehörenden Stadtteil Rotenberg. Sein Gipfel liegt 290 m südwestlich der dörflichen Ortschaft Rotenberg, 1,2 km südöstlich des Untertürkheimer Stadtteils Luginsland, 1,1 km östlich des Untertürkheimer Kernorts und 1 km nordwestlich des zum Stadtbezirk Obertürkheim zählenden Stadtteils Uhlbach.
Östliche Nachbarn des Württembergs sind der Krähbühl (411,4 m) und der Götzenberg (448,2 m). Auf den drei Bergen liegen Teile des Landschaftsschutzgebiets Wein- und Obstbaulandschaft Württemberg und Götzenberg (CDDA-Nr. 325740; 1961 ausgewiesen; 6,4653 km² groß). Südlicher Bergnachbar ist der Höchst (396,6 m).
Im Norden und Süden gibt es Gehölze, auf dem West- und Osthang sind Weinlagen vorhanden.

### Naturräumliche Zuordnung
Der Württemberg gehört in der naturräumlichen Haupteinheitengruppe Schwäbisches Keuper-Lias-Land (Nr. 10) und in der Haupteinheit Stuttgarter Bucht (105) zur Untereinheit Neckartrichter (105.1). Die Landschaft leitet nach Osten in den Naturraum Schurwald (107.00; zu erwarten wäre 107.0) über, der zur Haupteinheit Schurwald und Welzheimer Wald (107) zählt. Nach Norden fällt sie in den Naturraum Schmidener Feld (123.22) ab, der in der Haupteinheitengruppe Neckar- und Tauber-Gäuplatten (12) und in der Haupteinheit Neckarbecken (123) zur Untereinheit Waiblinger Bucht (123.2) gehört.

## Grabkapelle auf dem Württemberg
Auf dem Gipfel des Württembergs steht seit 1824 die Grabkapelle auf dem Württemberg. Sie befindet sich an der Stelle der Burg Wirtemberg von 1083, der Stammburg des Hauses Württemberg.

## Verkehr und Wandern
Von Untertürkheim kommend führt die Württembergstraße durch Rotenberg auf den Württemberg. Parkplätze gibt es am Straßenende südöstlich unterhalb der Grabkapelle. Dort verlaufen auch – unmittelbar vorbei an der Gipfelregion sowie durch die Ortschaft Rotenberg – die Wanderwege Georg-Fahrbach-Weg, Neckarweg und Württembergischer Wein-Wanderweg.